# Henri de Wierzbno
Henri de Wierzbna (en polonais : Henryk z Wierzbna ; en allemand : Heinrich von Würben), décédé le 23 septembre 1319, fut évêque de Wrocław de 1302 jusqu'à sa mort. Il réforma l'administration de l'évêché de Wrocław.   

## Biographie
Henri est issu d’une famille de puissants magnats silésiens. Confident du duc Henri IV le Juste et membre du chapitre de la cathédrale de Wrocław, il participe au synode qui a suivi la mort de l’évêque Tomasz II Zaremba. 
Il joue un rôle politique de premier plan. Devenu évêque de Wrocław en 1301 ou 1302, il  assure la régence au nom des enfants d’Henryk V le Gros lorsque leur protecteur Bolko Ier le Sévère décède. À une époque où la Bohême et la Pologne essaient d’étendre leur influence en Silésie, Wacław II voit en lui un précieux allié. Le 26 mai 1303, à la cathédrale de Prague, Élizabeth Ryksa est couronnée reine de Bohême et de Pologne par Henryk de Wierzbno.
Après la prise du pouvoir par Władysław le Bref, Henryk se range derrière Jan Muskata, l’évêque de Cracovie, avec qui il avait des liens familiaux, dans le conflit qui l’oppose à l’archevêque Jakub Świnka. 
Il est un évêque très actif. Il organise deux synodes diocésains, en 1305 et en 1316. Il s’efforce d’améliorer l’organisation de son diocèse, d’améliorer la gestion des biens de l’Église, de renforcer la formation des prêtres ainsi que la discipline au sein de l’Église. Il fait réaliser un inventaire complet des biens de l’évêché. Il met également en place un tribunal inquisitoire, qui a condamné une cinquantaine d’hérétiques, Pierre Valdo au bûcher, à Świdnica, en 1315. 
Pour des raisons qui nous sont inconnues, sans doute pour le soutien qu’il a apporté à Jan Muskata, il est excommunié. De 1310 à 1314, il est jugé à Avignon par le tribunal papal. Innocenté des charges qui avaient été portées contre lui, il retrouve son diocèse.  
Il est mort le 23 septembre 1319. Il est inhumé dans le presbytère de la cathédrale de Wrocław. 